# T.J. Yeldon
Timothy Antonio Yeldon Jr. (Daphne, 2 ottobre 1993) è un giocatore di football americano statunitense che milita nel ruolo di running back per i Buffalo Bills della National Football League (NFL).

## Carriera universitaria
Al college, Yeldown giocò a football ad Alabama dal 2012 al 2014. Nella sua prima stagione, come riserva di Eddie Lacy, riuscì a superare le mille yard corse, vincendo il campionato NCAA. Divenne titolare l'anno successivo. Dopo la sua terza stagione, decise di lasciare con un anno di anticipo il college football.

## Carriera professionistica

### Jacksonville Jaguars
Yeldon fu scelto nel corso del secondo giro (36º assoluto) del Draft NFL 2015 dai Jacksonville Jaguars. Debuttò come professionista partendo come titolare nella gara del primo turno contro i Carolina Panthers in cui corse 53 yard su 12 tentativi. Il primo touchdown su corsa nella vittoria della settimana 7 contro i Buffalo Bills. Disputò come titolare tutte le prime 12 partite prima che un infortunio al legamento mediale collaterale gli facesse perdere tutto l'ultimo mese di gioco. La sua stagione da rookie si chiuse dunque con 740 yard corse (leader della squadra), 2 TD su corsa e uno su ricezione.
Dopo essere rimasto il running back titolare dei Jaguars nel 2016, l'anno successivo Yeldon fu la riserva del rookie Leonard Fournette. Nella stagione regolare segnò 2 touchdown su corsa in 10 presenze e andò poi a segno nel divisional round dei playoff quando la squadra espugnò l'Heinz Field di Pittsburgh battendo gli Steelers per 45-42, tornando in finale di conference per la prima volta dal 1996. In quella partita fu anche il miglior ricevitore della squadra con 57 yard ricevute.

### Buffalo Bills
Il 22 aprile 2019 Yeldon firmò con i Buffalo Bills.

## Statistiche
| Partite totali      | 12  |
| Partite da titolare | 12  |
| Yard corse          | 740 |
| Touchdown su corsa  | 2   |

Statistiche aggiornate alla stagione 2015